# 3216 Harrington
3216 Harrington (1980 RB) là một tiểu hành tinh vành đai chính được phát hiện ngày 4 tháng 9 năm 1980 bởi Bowell, E. ở Flagstaff (AM).